# 瓦佐拉
瓦佐拉（義大利語：Vazzola），是意大利威尼托大区特雷维索省的一个市镇。总面积26平方公里，人口7101人，人口密度273.1人/平方公里（2009年）。国家统计（ISTAT）代码为026088。